# ロビー・フルーエン
ロビー・フルーエン（Robert Fruean 1988年7月13日 - ）は、ニュージーランド出身のラグビー選手。ポジションはアウトサイドセンター、ウィング。

## 人物
1988年7月13日、ニュージーランド、ウェリントンで生まれる。サモア家系。
身長190cm、体重110kg。

## キャリア
ポリルア・カレッジ卒業、2007年、19歳以下ニュージーランド代表に選出ラグビージュニア世界選手権(2007 Under 19 Rugby World Championship)に出場し、優勝に貢献、IRB Under-19 Player of the Year受賞。
同年、ニュージーランド州代表選手権(現ITM CUP)ウェリントン州代表に選ばれ、オークランド戦でデビュー。12試合に出場、3トライと活躍するが、シーズン途中、汎心炎(膠原病の一種、自己免疫性炎症性疾患。関節と心臓を冒す)を発病。
2009年、病気を克服しラグビー復帰、スーパー14(現スーパーラグビー)のハリケーンズに入る。ハリケーンズでは1試合出場のみで、翌2010年、クルセイダーズに移籍。
同年、カンタベリー州代表に入り、ITM CUP出場。第1節マナワツ戦で2トライ、第2節ノースハーバー戦では3トライのハットトリック達成。シーズン10トライで最多トライ(ベイ・オブ・プレンティ所属のレリア・マサガも同数)。
2010 ITM Cup Player of the Year受賞。